# Cicci Renström Suurna
Cecilia "Cicci" Renström Suurna, född 7 maj 1955 i Falun, är en svensk journalist och filmkritiker. 
Från åtminstone 1994 arbetar hon på TV4 och 2003 ledde hon en årskrönika i kanalen. Cicci Renström Suurna brukar ofta medverka som filmkritiker i Nyhetsmorgon och egna kortprogram. Hon har även varit reporter i Kalla fakta och TV4-nyheterna. Hon var journalistklubbens ordförande på TV4 fram till 2006. När Nils Petter Sundgren fick lämna kanalen 2006 gavs Renström Suurna en alltmer framskjuten roll. I september 2008 slutade hon som filmkritiker och återgick att vara kulturreporter då Ronny Svensson efterträdde henne.
Cicci Renström Suurna har parodierats flera gånger, bland annat av Alex och Calle Schulman samt showen REA:s jul 2006.[källa behövs]
År 2006 tilldelades hon Filmpublicisternas pris Filmpennan. Sedan 2018 är hon sammankallande i Svenska Journalistförbundets valberedning.